# Tom Baker
Thomas Stewart Baker (Liverpool, 20 januari 1934) is een Engels acteur van Ierse afkomst. Voor zijn rol in de film Nicholas and Alexandra werd hij in 1971 genomineerd voor zowel de Golden Globe voor beste bijrolspeler als die voor meest veelbelovende nieuwkomer. Tevens speelde hij onder meer de vierde incarnatie van het titelpersonage in meer dan 170 afleveringen van Doctor Who en in de films Doctor Who: Shada (1992) en Doctor Who: Dimensions in Time (1993). In de special rond de 50e verjaardag van Doctor Who: Doctor Who: The Day of The Doctor speelt hij de rol van The Curator.
Baker maakte in 1967 zijn acteerdebuut in de Britse Shakespeare-verfilming The Winter's Tale. Sindsdien verscheen hij meer dan tien keer op het witte doek plus in meer dan vijf televisiefilms. Daarnaast verscheen Baker óf verleende hij zijn stem aan diverse televisieseries, samen goed voor meer dan 300 afleveringen.
Baker trouwde in 1986 met Sue Jerrard, zijn derde echtgenote. Eerder was hij van 1961 tot en met 1966 getrouwd met Anna Wheatcroft, met wie hij zonen Daniel en Piers kreeg. Zijn tweede huwelijk met actrice Lalla Ward duurde van 1980 tot en met 1982.

## Filmografie
*Exclusief televisiefilms
- Little Britain: Live (2006, stem)
- The Magic Roundabout (2005, stem)
- Dungeons & Dragons (2000)
- Backtime (1998)
- The Law Lord (1991)
- The Mutations (1974)
- The Golden Voyage of Sinbad (1974)
- Luther (1974)
- The Vault of Horror (1973)
- Cari genitori (1973, aka Dear Parents)
- I racconti di Canterbury (1972, aka The Canterbury Tales)
- Nicholas and Alexandra (1971)
- The Winter's Tale (1967)

## Televisieseries
*Exclusief eenmalige gastrollen
- Little Britain USA - Verteller (2008, zes afleveringen)
- The Beeps - Verteller (2007-2008, 45 afleveringen)
- Little Britain - Verteller (2003-2006, 23 afleveringen)
- Monarch of the Glen - Donald (2004-2005, twaalf afleveringen)
- Randall & Hopkirk (Deceased) - Prof. Wyvern (2000-2001, tien afleveringen)
- Medics - Prof. Geoffrey Hoyt, general surgeon (1992-1995, 34 afleveringen)
- Cluedo - Prof. Plum (1992, zes afleveringen)
- The Hound of the Baskervilles - Sherlock Holmes (1982, vier afleveringen)
- Doctor Who - The Doctor (1974-1981, 173 afleveringen) en The Curator (2013, seizoen 7 aflevering 26)
- Z Cars - Harry Russell (1968, twee afleveringen)

## Muziek
- Hij is de verteller op het Ayreon album Transitus

- Biblioteca Nacional de España: XX5562333
- Bibliothèque nationale de France: cb138910780 (data)
- Catàleg d'autoritats de noms i títols de Catalunya: 981058517508806706
- International Standard Name Identifier: 0000 0001 0780 2573
- Library of Congress Control Number: n80079384
- MusicBrainz: 89215b92-7284-467b-acce-28d3efe6ce62
- Bibliotheek van het Japanse parlement: 00813755
- Nationale bibliotheek van Australië: 35321814
- Nederlandse Thesaurus van Auteursnamen: 312541643
- Système universitaire de documentation: 059285575
- Trove: 911079
- Virtual International Authority File: 42131377
- WorldCat: E39PBJwxJmQ4djFmrjpfGQtBT3